# Regiony na Novém Zélandu
Nový Zéland se dělí na 16 regionů (anglicky regions, maorsky porowini). Jedenáct je spravováno regionálními radami, jež jsou nejvyšší úrovní místní správy a pět je spravováno prostřednictvím unitary authority, což jsou územní samosprávy, které také vykonávají funkce regionálních rad. Mimo regiony jsou Chathamské ostrovy, jejichž rada se podobá unitary authority.

## Regiony

Novozélandské regiony

| #  | ISO kód | Region               | Maorsky             | Hlavní město     | Ostrov     | Rozloha | Počet obyvatel |
| -- | ------- | -------------------- | ------------------- | ---------------- | ---------- | ------- | -------------- |
| 1  | NZ-NTL  | Northland            | Te Taitokerau       | Whangarei        | Severní    | 12 498  | 171 400        |
| 2  | NZ-AUK  | Aucklandský region   | Tāmaki Makaurau     | Auckland         | Severní    | 4 940   | 1 614 300      |
| 3  | NZ-WKO  | Waikato              | Waikato             | Hamilton         | Severní    | 23 900  | 449 200        |
| 4  | NZ-BOP  | Bay of Plenty        | Toi Moana           | Whakatane        | Severní    | 12 071  | 293 500        |
| 5  | NZ-GIS  | Gisbornský region    | Te Tairāwhiti       | Gisborne         | Severní    | 8 386   | 47 900         |
| 6  | NZ-HKB  | Hawke's Bay          | Te Matau-a-Māui     | Napier           | Severní    | 14 137  | 161 500        |
| 7  | NZ-TKI  | Taranaki             | Taranaki            | Stratford        | Severní    | 7 254   | 116 600        |
| 8  | NZ-MWT  | Manawatu-Wanganui    | Manawatū Whanganui  | Palmerston North | Severní    | 22 221  | 234 500        |
| 9  | NZ-WGN  | Wellingtonský region | Te Pane Matua Taiao | Wellington       | Severní    | 8 049   | 504 900        |
| 10 | NZ-TAS  | Tasman               | Te tai o Aorere     | Richmond         | Jižní      | 9 616   | 50 300         |
| 11 | NZ-NSN  | Nelsonský region     | Whakatū             | Nelson           | Jižní      | 424     | 50 600         |
| 12 | NZ-MBH  | Marlborough          | Manawatū Whanganui  | Blenheim         | Jižní      | 10 458  | 45 500         |
| 13 | NZ-WTC  | West Coast           | Te Tai o Poutini    | Greymouth        | Jižní      | 23 244  | 32 600         |
| 14 | NZ-CAN  | Canterbury           | Waitaha             | Christchurch     | Jižní      | 44 508  | 600 100        |
| 15 | NZ-OTA  | Otago                | Ō Tākou             | Dunedin          | Jižní      | 31 209  | 219 200        |
| 16 | NZ-STL  | Southland            | Te Taiao Tonga      | Invercargill     | Jižní      | 31 195  | 98 000         |
|    | NZ-CIT  | Chathamské ostrovy   | Wharekauri          | Waitangi         | Chathamské | 966     | 600            |